# 埃尔默·赖斯

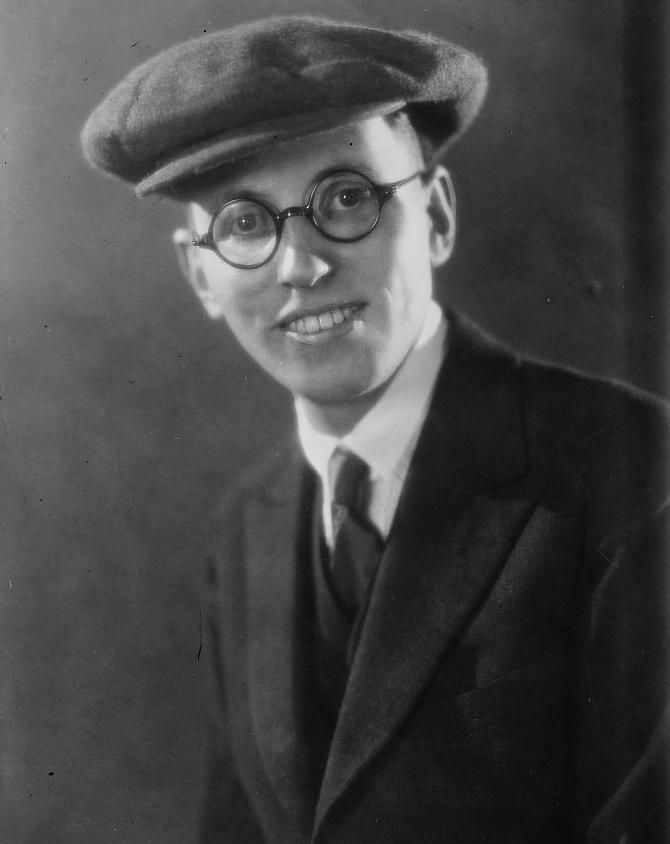
埃尔默·赖斯

埃尔默·赖斯 (Elmer Rice ，1892年9月28日 - 1967年5月8日) 是一位美国剧作家。他曾获得普利策奖。他的祖父曾參與1848年革命，革命失敗後移民美國。1967年，他在英国南安普敦期間突然心脏病发作，不久又因肺炎去世。 